# Cobitis maroccana
Cobitis maroccana är en fiskart som beskrevs av Jacques Pellegrin 1929. Cobitis maroccana ingår i släktet Cobitis och familjen nissögefiskar. IUCN kategoriserar arten globalt som sårbar. Inga underarter finns listade i Catalogue of Life.